# Parc national du Vatnajökull
Le parc national du Vatnajökull, en islandais Vatnajökulsþjóðgarður, est un parc national d'Islande et le deuxième plus grand d'Europe, couvrant une superficie totale de 14 141 km2, soit 13 % du pays. Il est créé le 7 juin 2008 et le 5 juillet 2019, il est inscrit sur la liste du patrimoine mondial de l'Unesco. Les qualités uniques du parc national de Vatnajökull sont principalement la grande variété de ses paysages, créés par les forces combinées des rivières, de la glace, des activités volcaniques et géothermiques.

## Géographie

### Localisation et frontières
Le parc national du Vatnajökull est situé au sud-est de l'Islande, avec un prolongement jusqu'au nord-est. Il est sur le territoire de huit municipalités du pays : Þingeyjarsveit, Skútustaðahreppur, Norðurþing, Fljótsdalshérað, Fljótsdalshreppur, Hornafjörður, Skaftárhreppur et Ásahreppur. Le cœur du parc est la calotte glaciaire du Vatnajökull, la plus vaste du pays et l'une des plus vastes d'Europe avec 7 800 km2, mais le parc comprend aussi plusieurs zones contiguës, ainsi qu'une zone séparée plus au nord autour du Jökulsárgljúfur. Au total, le parc mesure 14 141 km2, soit 13,7 % de la surface du pays, et le site du patrimoine mondial comprend aussi deux petites réserves naturelles (Herðubreiðarlindir et Lónsöræfi) pour un total de 14 482 km2. Ainsi, le parc est le plus vaste d'Islande et le deuxième plus vaste d'Europe après celui de Yougyd Va en Russie.

### Topographie

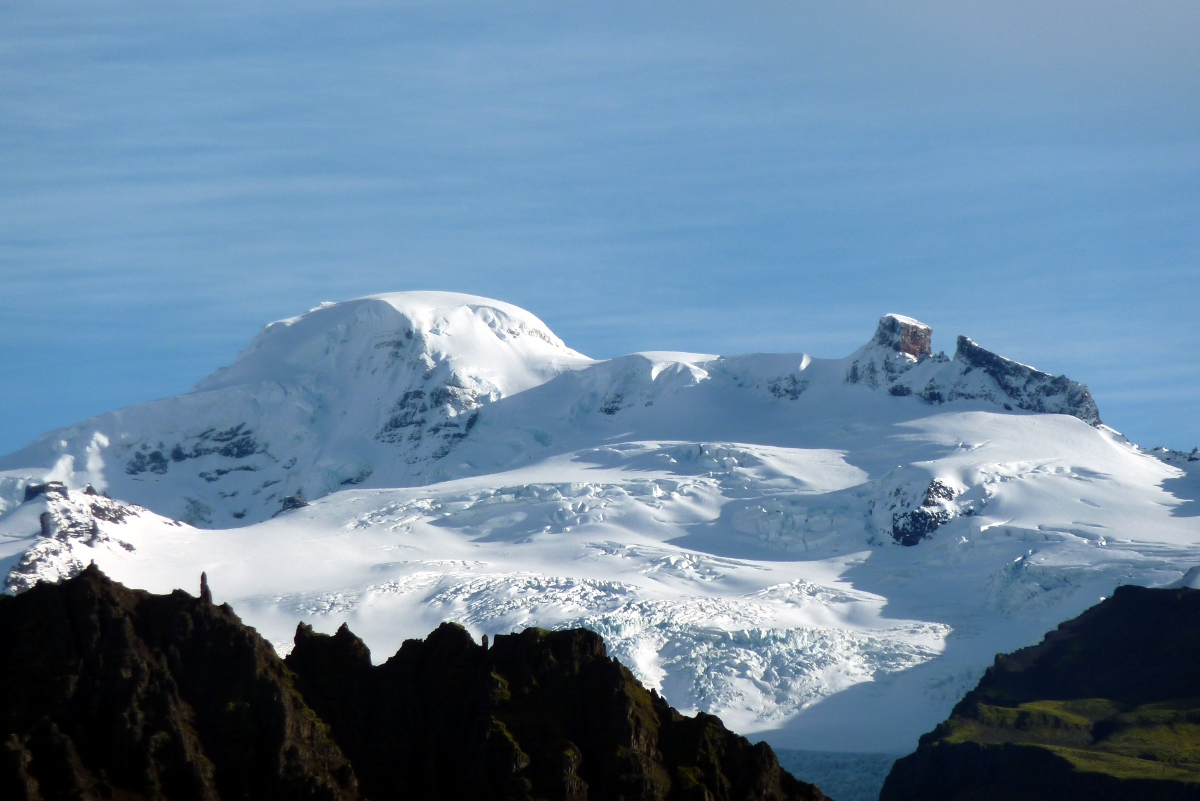
Le Hvannadalshnjúkur, plus haut sommet d'Islande situé au sud de la calotte du Vatnajökull.

La vaste majorité du parc (95 %) est située dans les Hautes Terres d'Islande, le vaste plateau qui constitue la partie centrale de l'île, mais il s'étend jusqu'à la ligne de côte au sud et s'en approche aussi dans son prolongement nord. Il abrite la plupart des plus hauts sommets d'Islande, dont en particulier le Hvannadalshnjúkur, point culminant du pays du haut de ses 2 110 m, mais aussi le Bárðarbunga (2 009 m), Kverkfjöll (1 920 m) et Snæfell (1 833 m). En dehors de la calotte, le terrain est souvent plat, dominé par quelques sommets et crêtes isolés, souvent des tuyas ou autres formations volcaniques sous-glaciaires, tels que le fameux Herðubreið,. D'autres modelés volcaniques incluent des caldeiras marquées, une des plus célèbres étant celle d'Askja, des volcans boucliers tels que le Trölladyngja et des longues fissures volcaniques telles que le Lakagígar qui parsèment le paysage du parc. Aux abords du glacier, le modelé glaciaire a donné lieu à un véritable paysage alpin, avec vallées et pics. Enfin, parmi les autres types de paysage caractéristiques du parc, on trouve souvent des sandur à proximité des côtes et des gorges dans certaines vallées, en particulier celle du Jökulsárgljúfur. Finalement, la majorité des types de paysages islandais sont représentés dans le parc, et plusieurs de ces paysages sont considérés rares à l'échelle mondiale.

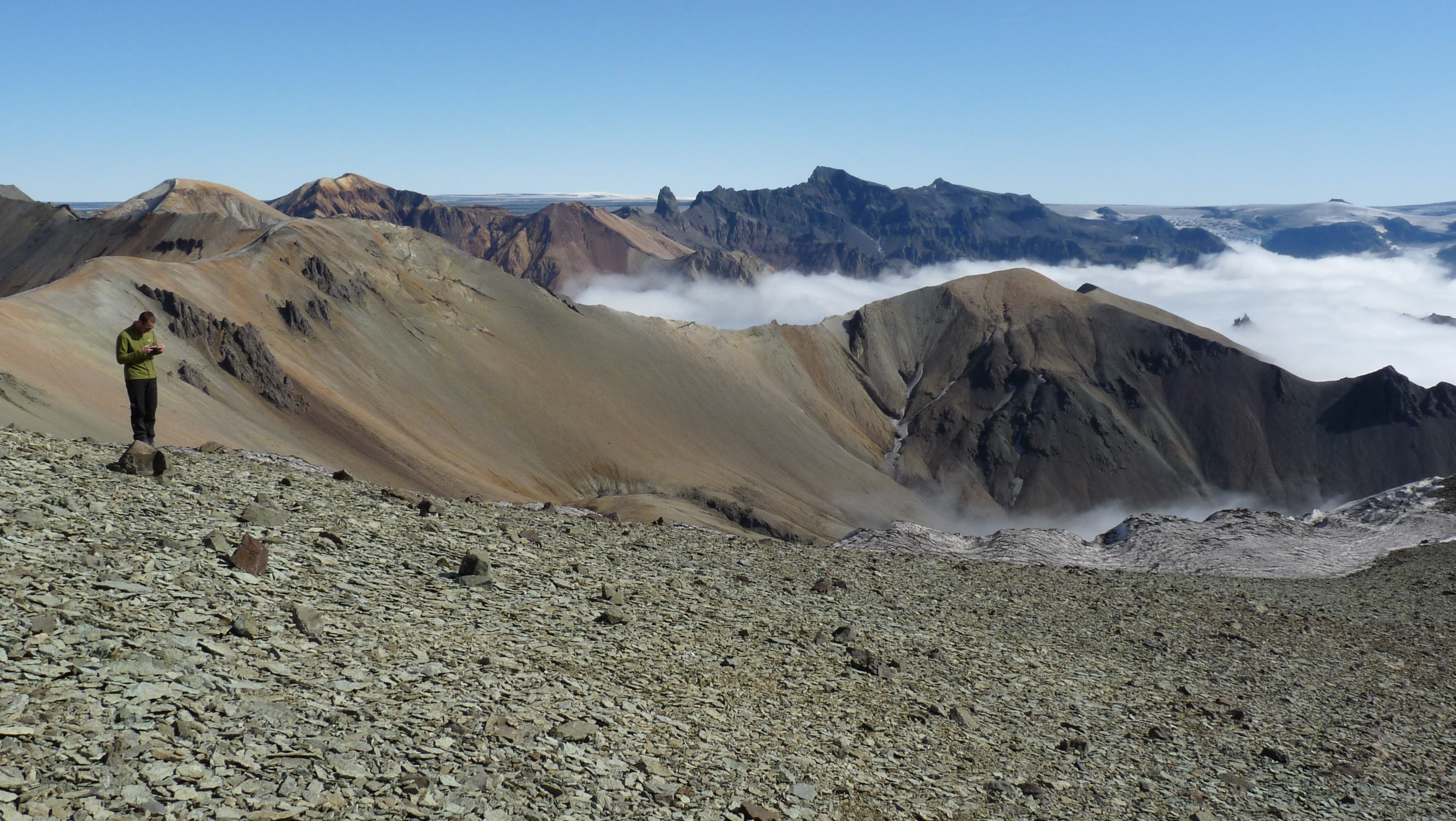
Paysage montagneux des hauteurs de Kjós, près de Skaftafell.

### Climat
Le climat du parc a d'importantes variations, dues aux différences d'altitude et de longitude et la présence de la vaste calotte glaciaire. L'Islande jouit d'une relative douceur, considérant sa latitude, grâce à l'influence de la dérive nord atlantique et de sa branche le courant d'Irminger. Par exemple, à Skaftafell, au sud du parc, les températures moyennes mensuelles ne descendent jamais sous 0°C. Cependant, l'île est aussi exposée à l'influence du courant froid du Groenland oriental, et les fluctuations peuvent donc être importantes. De manière générale, l'influence océanique réduit les variations saisonnières et diurnes, mais cet effet est nettement moindre dans les Hautes Terres. Les températures estivales sont relativement similaires au nord et au sud (par exemple en comparant Skaftafell et Ásbyrgi), mais les hivers sont sensiblement plus frais au nord.
Outre son effet sur les températures, la dérive nord atlantique apporte aussi beaucoup d'humidité sur le sud de l'île, amplifié par le relief. Ainsi, l'Öræfajökull, au sud, reçoit plus de 3 000 mm par an tandis que certaines zones au nord de la calotte sont parmi les plus sèches du pays, avec entre 300 et 400 mm par an. Au cœur de la calotte, la quantité d'eau peut atteindre des valeurs énormes allant jusqu'à 8 000 mm annuels. Les précipitations sont en général maximales en automne et hiver et minimales au printemps quoique la distribution dépend assez nettement de la région.
Les vents peuvent être assez important dans le parc, en particulier dans la section sud.

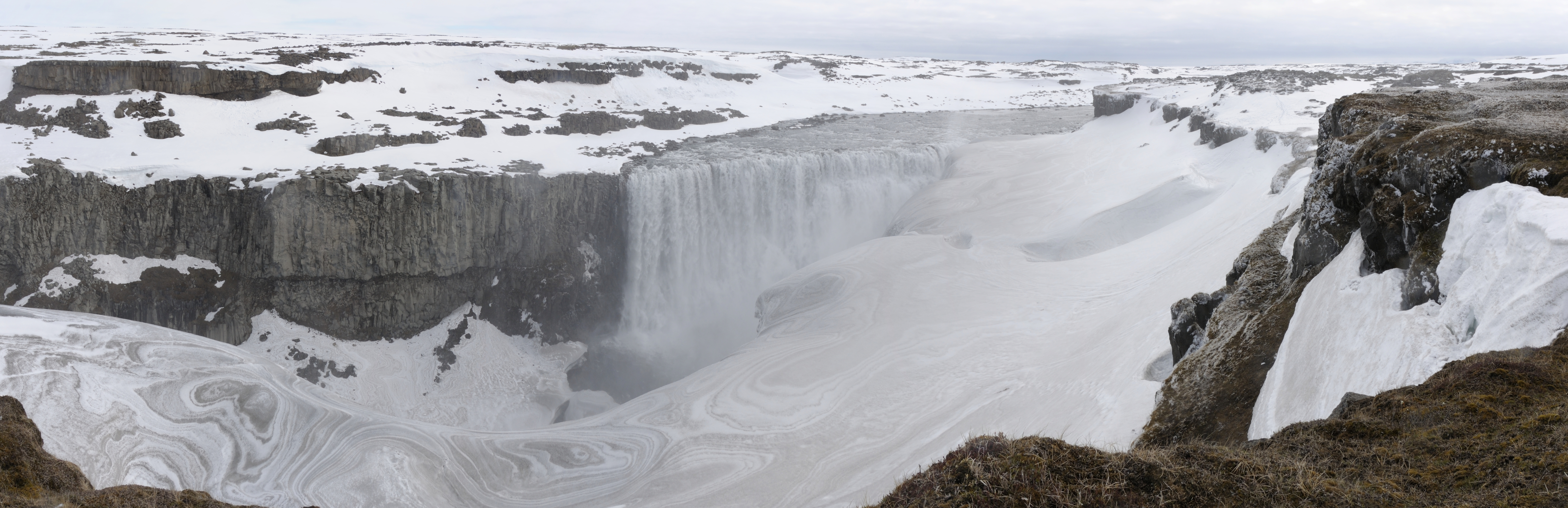
Dettifoss sous la neige en fin avril.

### Hydrographie

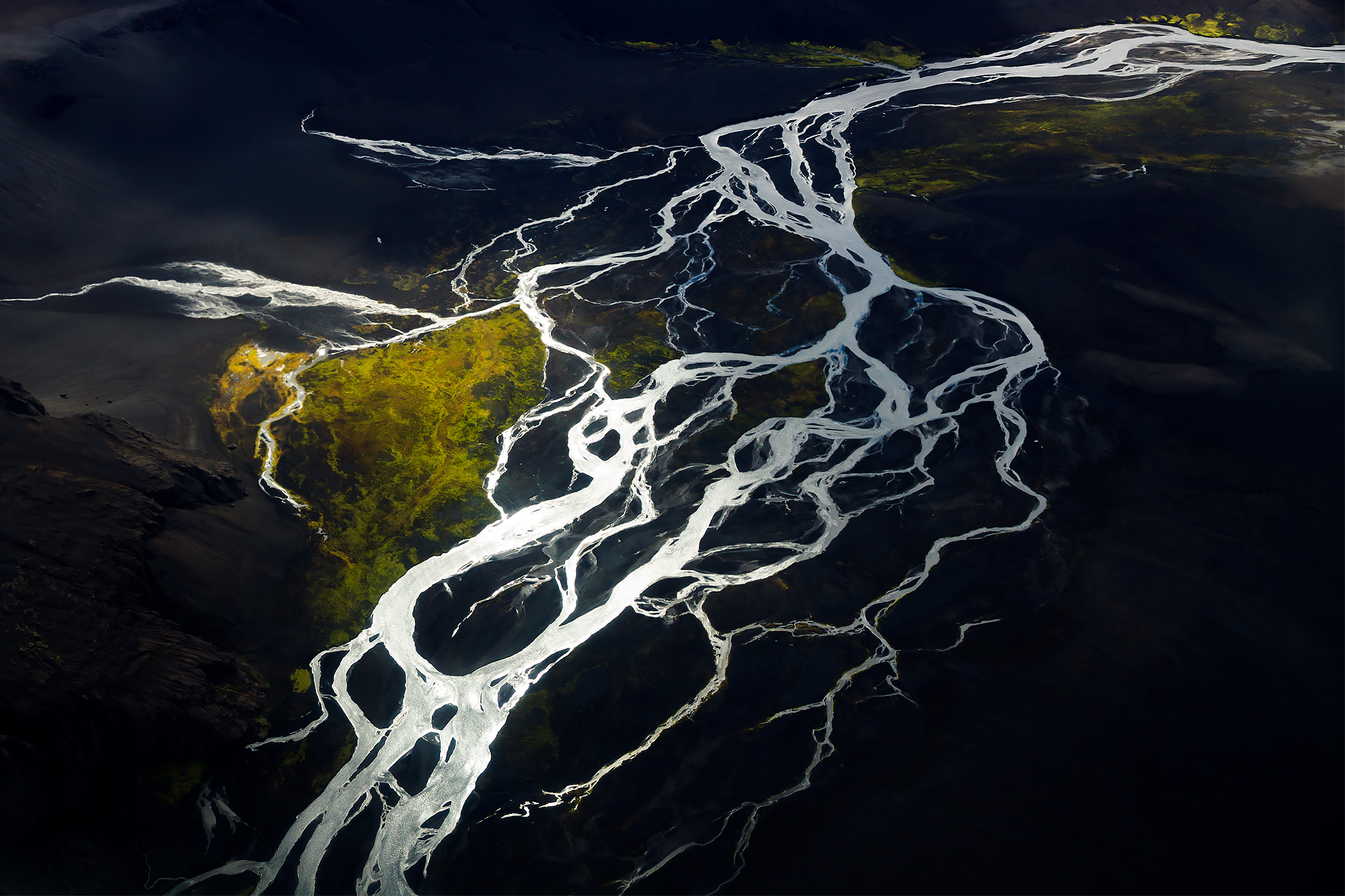
Tresses et anastomoses de la Tungnaá, une des rivières naissant dans le Vatnajökull, juste à l'extérieur du parc.

Le Vatnajökull est un important réservoir d'eau douce pour l'Islande, emmagasinant l'équivalent d'environ 17 ans de précipitations sur l'ensemble du pays. Il possède plusieurs langues dont la fonte constitue la source pour plusieurs importantes rivières d'Islande. En particulier la Jökulsá á Brú, la Jökulsá á Fjöllum, la Tungnaá, la Lagarfljót, la Skaftá et la Skeiðará, qui prennent toutes leurs sources dans la calotte, sont parmi les 10 plus importantes d'Islande en termes de débit,, et plusieurs d'entre elles sont en partie incluses dans le parc. Des lacs proglaciaires se sont formés, en particulier au tournant du XXIe siècle, sur un grand nombre des langues glaciaires du sud de la calotte. Le Jökulsárlón est le plus vaste de ces lacs proglaciaires, et est célèbre pour ses nombreux icebergs détachés du Breiðamerkurjökull.
Les quantités de sédiments apportées par les rivières glaciaires (ainsi que les Jökulhlaup) sont énormes, plus de 5 millions de tonnes par an chacune pour les rivières de Jökulsá á fjöllum, Skeiðará, Skaftá, Jökulsá á Brú et Hverfisfljót. Ces sédiments conduisent à la formation de vastes sandur, où les rivières forment un vaste et complexe réseau de tresses. Le Skeiðarársandur par exemple, en partie inclus dans le parc, est l'un des plus vastes sandur actifs du monde.

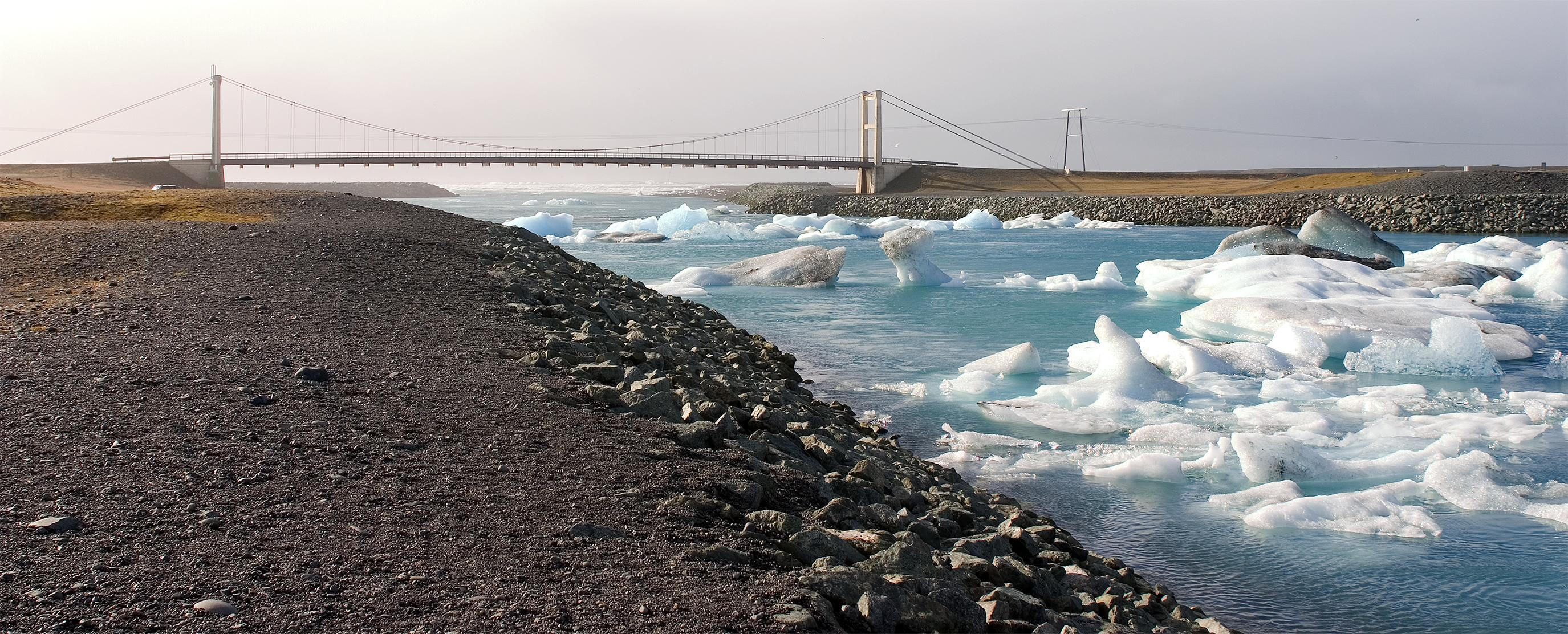
La courte Jökulsá á Breiðamerkursandi, émissaire du lac Jökulsárlón alimenté par le glacier Breiðamerkurjökull, une langue du Vatnajökull.

Les régions volcaniques récentes ont des sols constitués principalement de laves poreuses parfois couvertes de ponces et de cendres, ce qui empêche le ruissellement et la formation de rivières. C'est en particulier le cas d'une grande partie du parc en dehors des glaciers, où l'eau s'infiltre parfois à de grandes profondeurs avant de resurgir plus loin sous forme de sources ou directement dans l'océan. Dans les zones au volcanisme plus ancien, au contraire, le sol est très peu perméable, et le ruissellement est alors important. Cette géologie particulière donne lieu à trois types de rivières : les rivières glaciaires, des rivières de ruissellement et des rivières de source, et ces trois types ont un régime différent. Les rivières glaciaires sont principalement influencées par la fonte des neiges et des glaciers, avec un débit qui augmente rapidement au printemps, tandis que les rivières de source ont un débit plus constant tout au long de l'année, et naturellement, les rivières de ruissellement ont un débit fluctuant au gré des précipitations. Ces différents régimes peuvent aussi se combiner dans les grands fleuves, tels que la Jökulsá á Fjöllum, un des principaux fleuves du parc, qui naît dans la calotte comme rivière glaciaire mais reçoit une grande quantité d'eau de source le long de son cours, si bien que son débit est nettement plus stable à son embouchure, bien que la majeure partie de l'eau de source provienne aussi initialement du Vatnajökull.

## Géologie

### Contexte géologique

Carte des principales zones volcaniques d'Islande. La position approximative du point chaud est marquée par le cercle pointillé.

Le volcanisme en Islande est lié à l'interaction du magma de la dorsale médio-atlantique et celui du point chaud d'Islande, alimenté par un panache mantellique. Cependant, la dorsale, telle que définie par la ligne entre la dorsale de Reykjanes et la dorsale Kolbeinsey, migre vers le nord-ouest à un rythme de 1 à 3 cm/an par rapport au panache mantellique, et le point chaud se trouve donc à 200 km à l'est de cette ligne, plus précisément sous la calotte du Vatnajökull. Ce mouvement est compensé par une migration épisodique vers l'est des rifts islandais, qui se maintiennent ainsi constamment à proximité du point chaud. Ainsi, l'Islande a trois zones de rifts principales, la zone ouest (WRZ, western rift zone) et la zone nord (NRZ), datant de 7 Ma et la zone est (ERZ) plus récente (3 Ma), mais aussi du volcanisme périphérique dit « de flanc », correspondant soit aux anciens rifts (Snæfellsnes) soit à des zones plus à l'est (zone de flanc est, EFZ, et sud, SFZ), indiquant possiblement une migration future de la zone de rift.
Chacune de ces zones est subdivisée en systèmes volcaniques, typiquement constitués d'un volcan central et/ou d'un ensemble de fissures volcaniques parallèles. Le volcan central est typiquement le plus actif en termes de fréquences éruptives, mais le volume de lave est typiquement plus important dans les fissures volcaniques. Le volcan central a aussi souvent des laves plus différenciées alors que les fissures émettent presque exclusivement des basaltes.

### Volcanisme dans le parc national

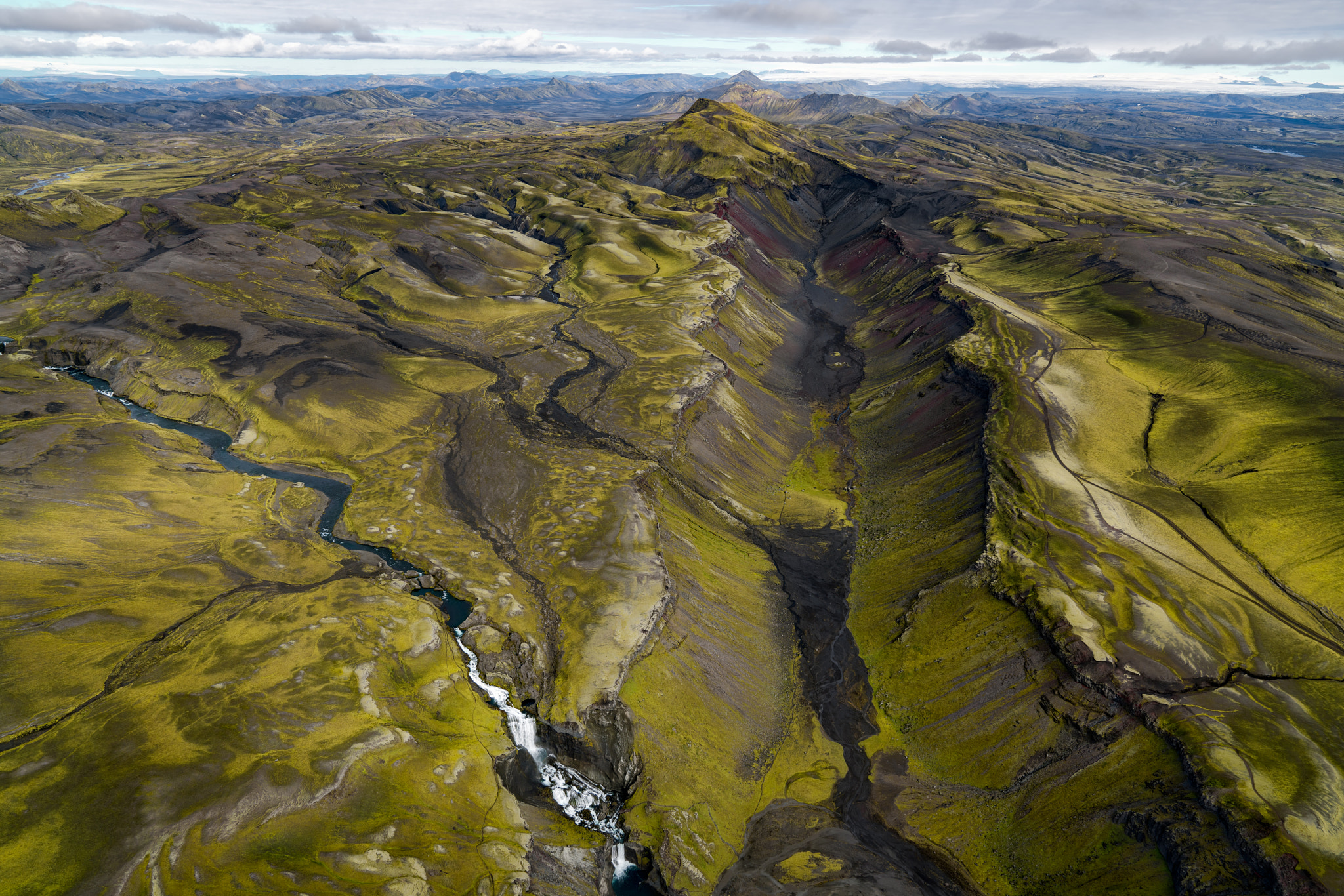
La fissure volcanique d'Eldgjá.

Les roches les plus anciennes du parc datent du Néogène, ce qui est relativement récent à l'échelle géologique. Plus précisément, il s'agit d'une bande orientée selon un axe sud-ouest nord-est, incluant toute la section orientale de la calotte, de Skaftafell aux fjords de l'est. Le paysage à l'époque était probablement similaire à celui des Hautes Terres actuelles, avec des vastes plaines de lave plates dominées par quelques édifices plus importants. Ceci est visible de nos jours principalement grâce à l'empilement régulier en pente légère des couches volcaniques.
Cependant la majeure partie du parc est constituée de roches encore plus récentes. En effet, le parc national inclut le site supposé du point chaud et plusieurs zones volcaniques actives, plus précisément la zone nord et est, mais aussi la zone de flanc est (aussi appelée ceinture volcanique de l'Öræfajökull),. Au total, le parc inclut dix volcans centraux pour neuf systèmes volcaniques : Askja, Tungnafellsjökull, Bárðarbunga, Kverkfjöll, Snæfell, Hamarinn, Grímsvötn et Þórðarhyrna, Esjufjöll et Öræfajökull. Le parc comprend aussi la fissure éruptive de Eldgjá, du système volcanique de Katla, et les fissures de Fremrinámur. Les systèmes volcaniques les plus proches du site supposé du point chaud sur les rifts principaux, tels que Askja, Bárðarbunga et Grímsvötn, sont particulièrement actifs, avec parfois des centaines d'éruptions durant les dix derniers millénaires. De plus, certains de ces volcans sont responsables des éruptions les plus importantes sur Terre de cette période, avec parfois plusieurs dizaines de kilomètres cubes de lave en une seule éruption. Ceci inclut plusieurs éruptions majeures depuis la colonisation de l'Islande, dont en particulier celle d'Eldgjá (système volcanique de Katla) entre 934 et 939 qui déverse 20 km3 de lave ou celle de Lakagígar en 1783-1784 (système volcanique de Grimsvötn) avec 15 km3. Ces deux éruptions ont eu des effets notables sur le climat de tout l'hémisphère nord,.

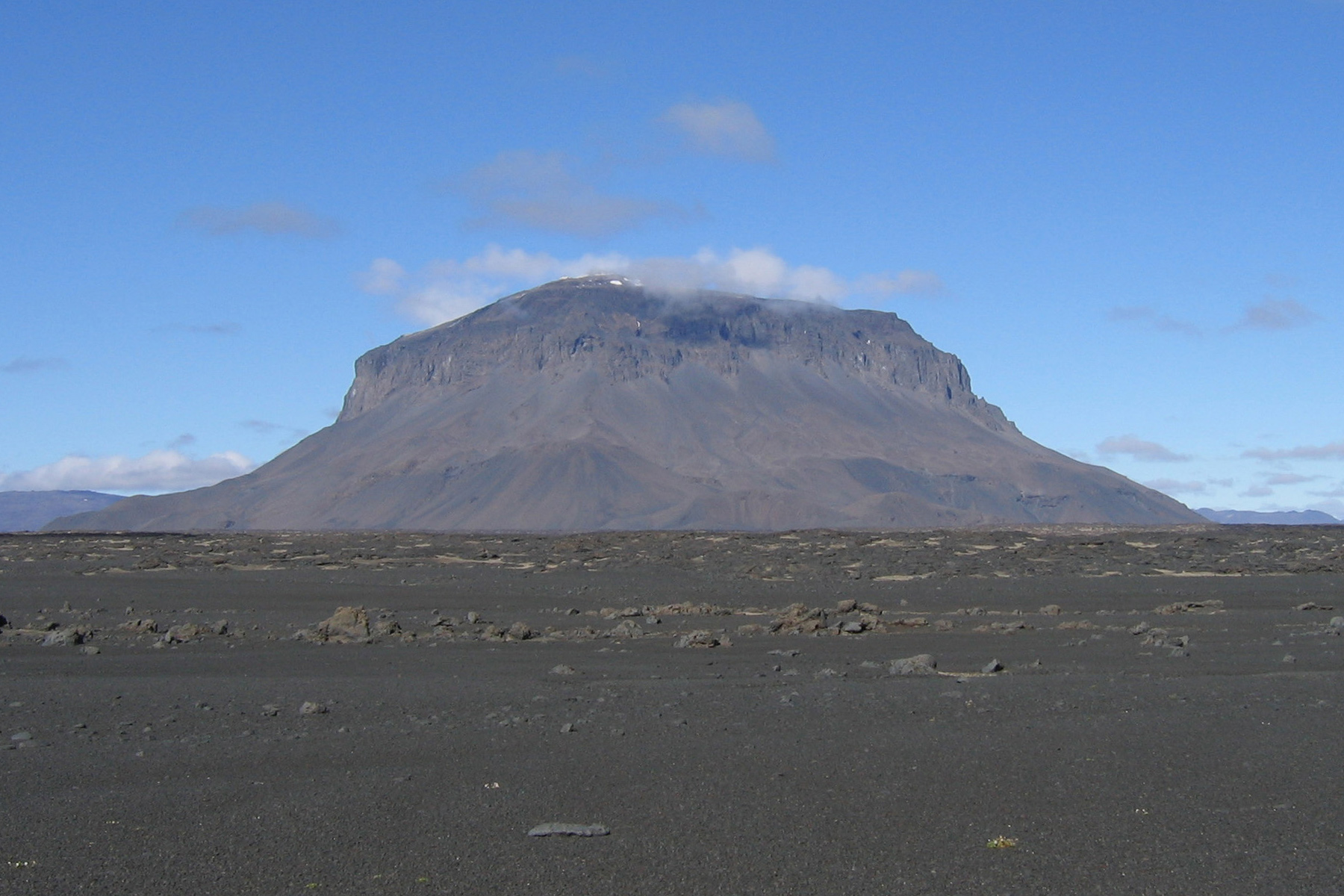
L'Herðubreið, un des exemples les plus célèbres de tuyas, devant sa forme caractéristique à sa formation sous une calotte glaciaire.

Une proportion importante des éruptions de ces systèmes volcaniques a eu lieu durant les glaciations quaternaires. Les plus anciennes traces de glaciations en Islande datent d'il y a 7 millions d'années, et se trouvent précisément dans le parc, principalement à haute altitude. Mais à partir d'il y a 2,8 millions d'années, la couverture glaciaire devient plus étendue, avec une alternance claire de périodes glaciaires et interglaciaires. Durant les glaciations, l'Islande est essentiellement entièrement couverte de glace ce qui donne lieu à des formations glaciovolcaniques et à un taux de sédimentation accru. Ces phénomènes expliquent la géomorphologie de la section occidentale du parc, avec des plaines volcaniques, formées par des éruptions aériennes typiquement durant l'Holocène, dominées par des sommets isolés (par exemple des tuyas) formés par éruption sous-glaciaire. Cette morphologie a été en grande partie effacée par l'érosion glaciaires pour les sections plus ancienne du Quaternaire, plus à l'est, mais l'abondance de hyaloclastite confirme que les éruptions sous-glaciaires étaient déjà fréquentes. Cette interaction entre le volcanisme et les glaciers est une des spécificités du parc et une des principales raisons pour son inclusion au patrimoine mondial.

## Milieux naturels

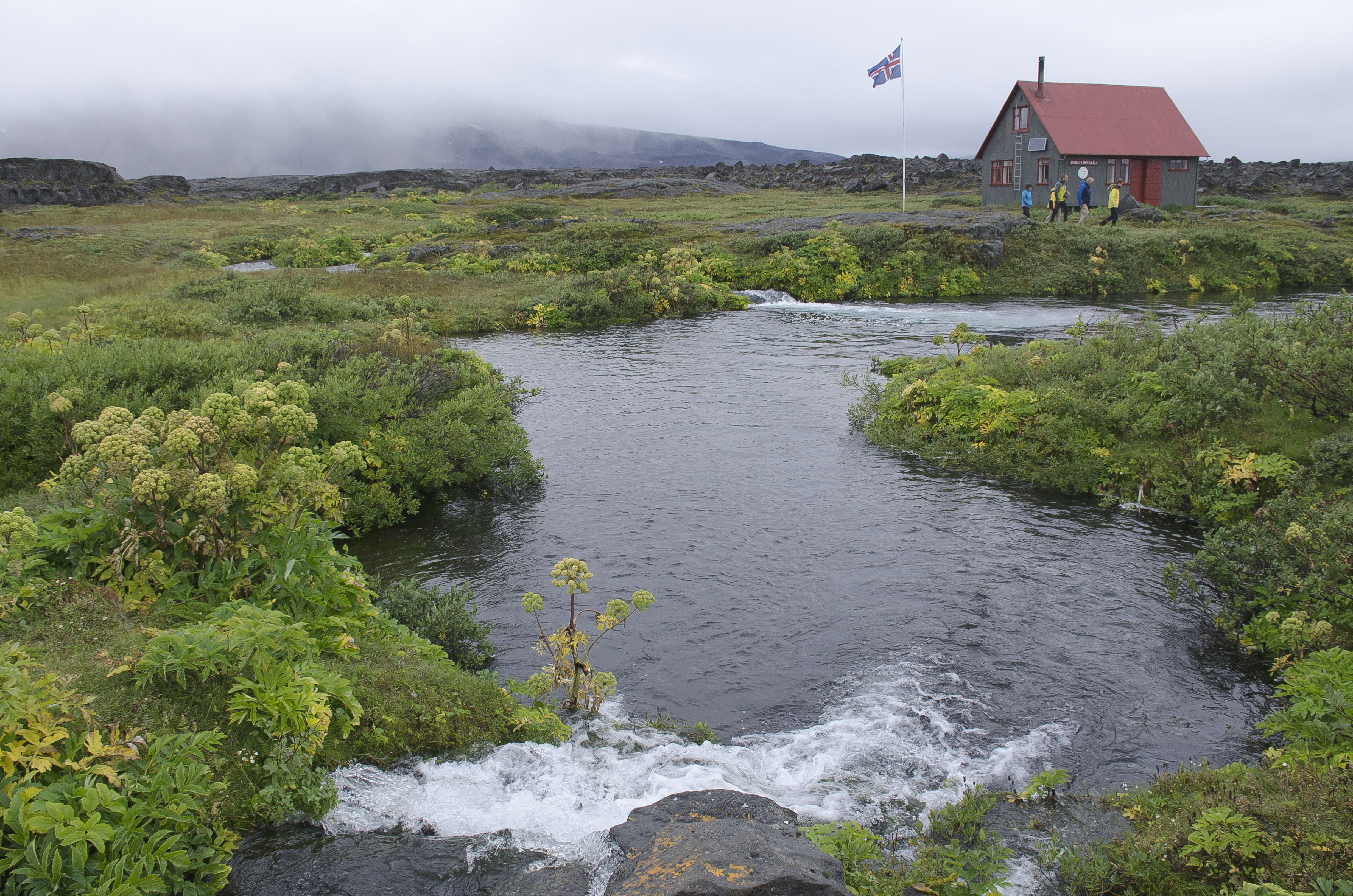
Une oasis de végétation autour des sources de Herðubreiðarlindir.

Le parc national compte une grande diversité de paysages et climat, et donc de milieux naturels. Le parc comprend ainsi 53 des 64 types de milieux naturels répertoriés dans l'île, avec plusieurs environnements uniques en Europe du fait de la géologie unique. Cependant, la plupart du parc est pauvre ou même totalement dénué végétation, en particulier les glaciers, mais aussi les vastes étendues de laves, téphras et sandur. Ces vastes étendues désertiques contrastent avec quelques oasis à la flore plus riche et les étendues plus clémentes à proximité de la côte au nord et au sud-est. Les milieux naturels sont très dynamiques en Islande, du en particulier aux éruptions fréquentes et à la déglaciation qui créent des nouvelles surfaces pour la colonisation de la vie.

### Flore
Du fait de la diversité du paysage, le parc abrite une grande partie des espèces natives d'Islande, plus précisément 344 espèces de plantes vasculaires, 314 espèces de mousses et 287 espèces de lichens, ce qui représente respectivement 70, 52 et 38 % des espèces du pays. Mais la distribution des espèces est très hétérogène. Au nord et à l'ouest de la calotte, les paysages sont désertiques, et la flore est principalement représenté par des espèces pionnières : des lichens en particulier du genre Stereocaulon et des mousses, typiquement Racomitrium. En certains points, des sources forment des oasis, en particulier la zone de Herðubreiðarlindir et Hvannalindir. Ailleurs, les sources chaudes aident aussi aux développements d'une riche flore, par exemple à Vonarskarð, mais avec des espèces thermophiles uniques.
Au sud et sud-ouest, les précipitations sont plus importantes, et donc la couverture végétale est plus importante, quoique toujours dominée par les mousses. C'est au nord-est, en dehors des régions volcaniques actives, que la végétation est la plus dense, avec en particulier des landes et des zones humides. En particulier, la zone de Snæfell et Eyjabakkar est classée site Ramsar pour ses zones humides. Le parc comprend aussi quelques forêts de bouleau pubescent (Betula pubescens), en particulier dans les zones montagneuses autour de Skaftafell mais aussi au nord dans le canyon de Jökulsárgljúfur.

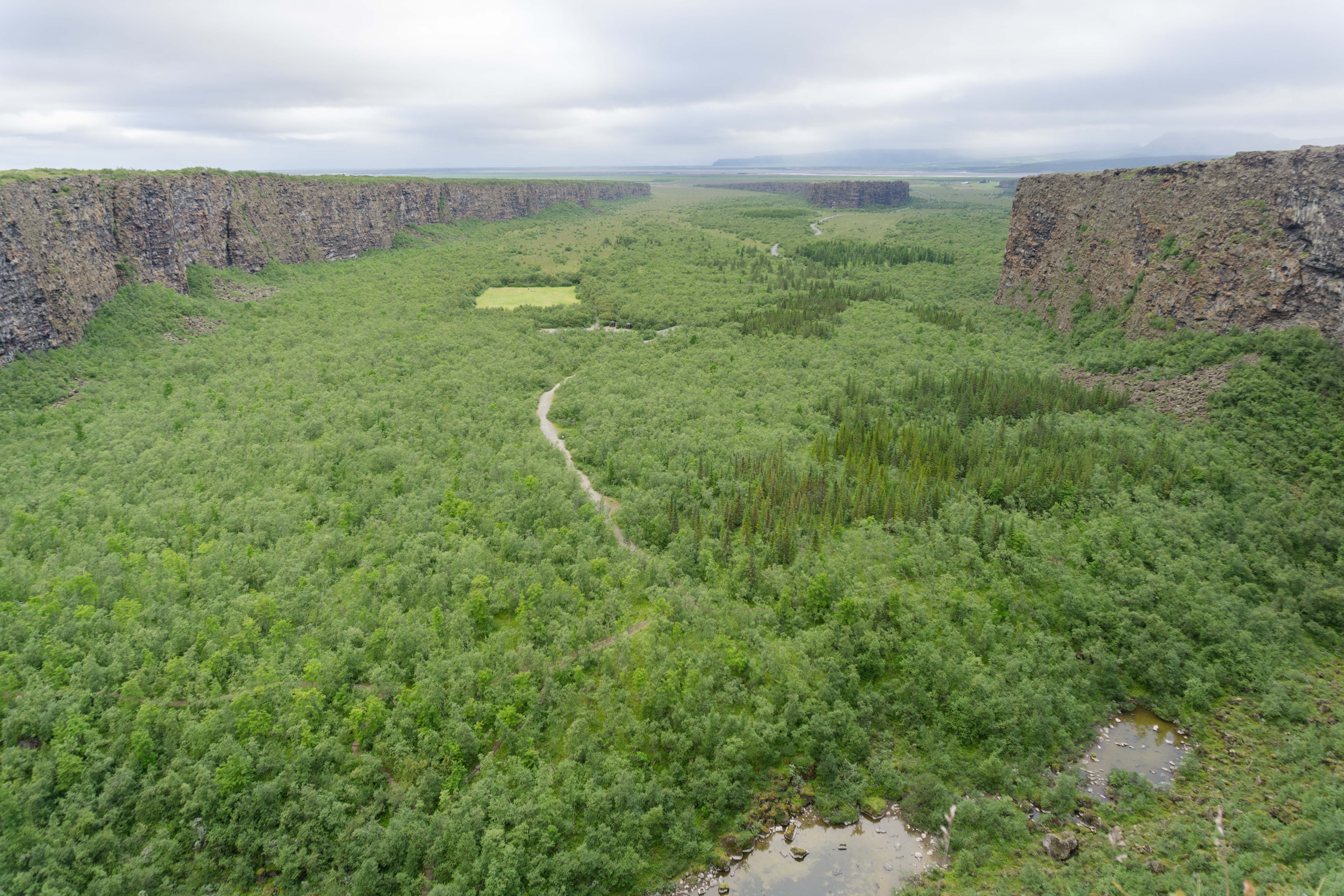
La forêt d'Ásbyrgi (Ásbyrgisskógur) au nord du parc.
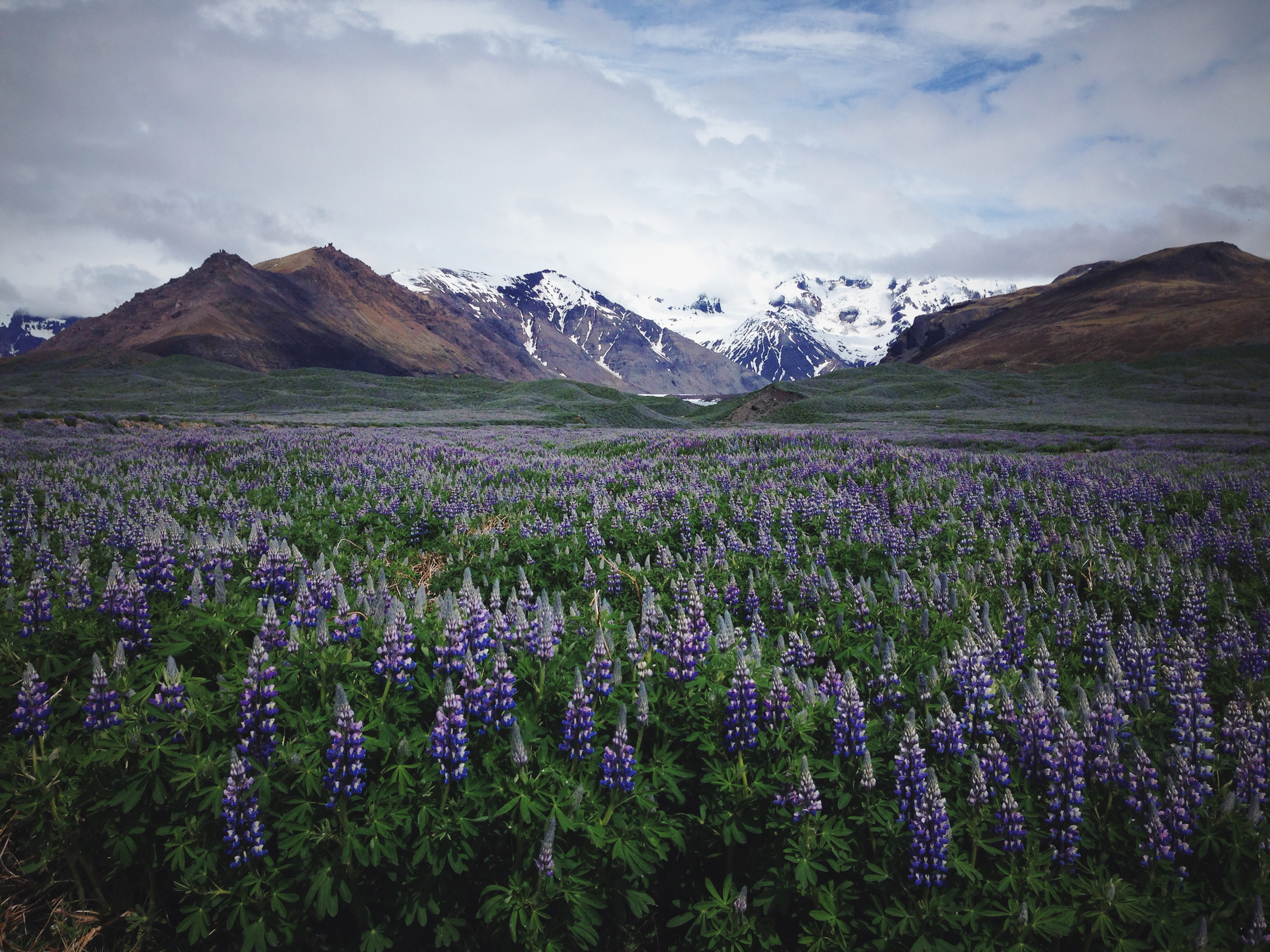
Lupinus nootkatensis, une espèce invasive, devant le glacier de Svínafellsjökull au sud du parc.
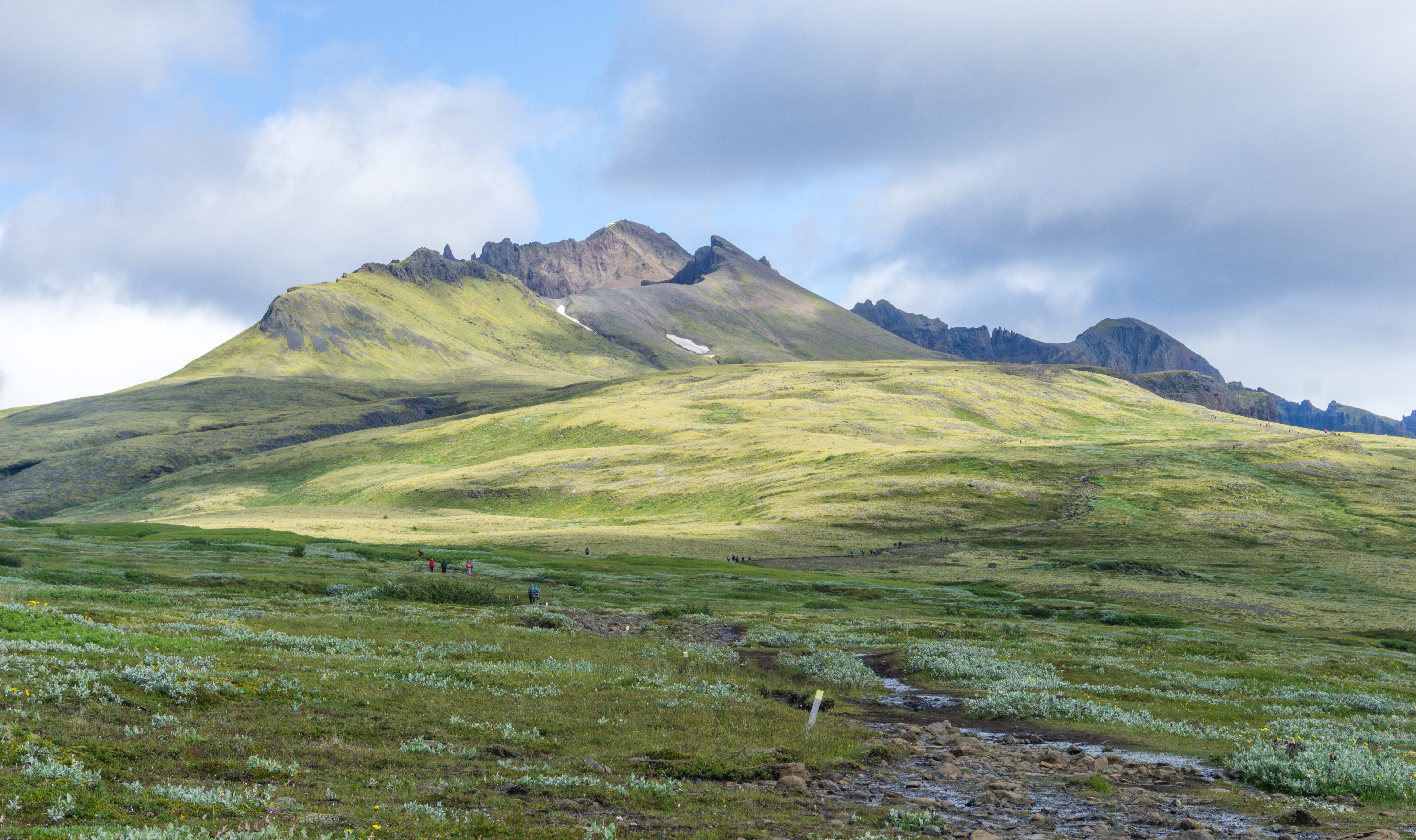
Landes de Skaftafellsheiði, avec vue des pics Kristínartindar.

### Faune

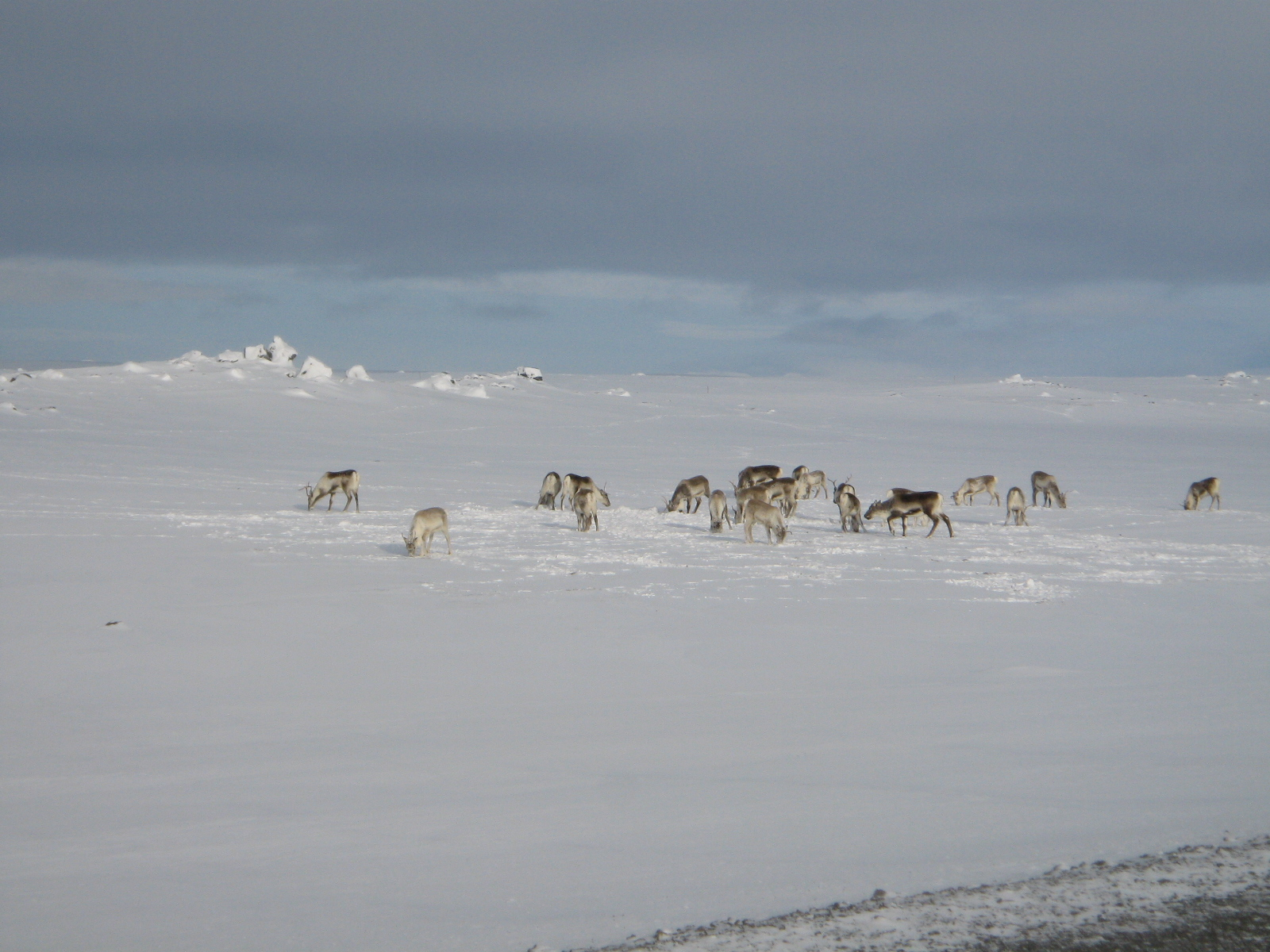
Rennes autour du Vatnajökull.

Le renard polaire (Vulpes lagopus) est le seul mammifère natif d'Islande, et se trouve dans le parc principalement autour des oasis dans les hautes terres, en particulier autour de Snæfell-Eyjabakkar, mais aussi dans le canyon de Jökulsárgljúfur. Les autres mammifères de l'île ont été apportés par l'homme. Il s'agit en particulier du mulot sylvestre (Apodemus sylvaticus) mais aussi des rennes (Rangifer tarandus), importés de Finlande en 1787. Le plus grand troupeau d'Islande, avec 2 900 individus en 2017, se trouve précisément dans le parc paissant autour du mont Snæfell en été et rejoignant les basses terres en hiver.
L'isolation de l'île, qui a contribué à un faible nombre d'espèces de mammifères, est un obstacle moindre pour les oiseaux, et l'Islande compte donc un grand nombre d'espèces et d'individus. Cependant, une grande partie du parc est dans les hautes terres ou le nombre d'espèces est plus limitée. Ce domaine comprend principalement le plectrophane des neiges (Plectrophenax nivalis), le traquet motteux (Oenanthe oenanthe) et le bécasseau violet (Calidris maritima), auquel s'ajoute le harelde kakawi (Clangula hyemalis), le bécasseau variable (Calidris alpina), le phalarope à bec étroit (Phalaropus lobatus) et le plongeon huard (Gavia immer) dans les zones humides. La zone de Vesturöræfi, à l'ouest du Snæfell, est une zone de nidification pour une importante colonie d'oie à bec court (Anser brachyrhynchus), avec jusqu'à près de 1300 nids en 2013, soit 37 nids/km2. Les zones humides de Eyjabakkar, plus à l'est, constituent un site important pour la mue d'une autre colonie d'oies à bec court, avec 9 000 individus en 2016. Le lagopède alpin (Lagopus muta) est aussi présent dans le parc, en particulier autour du Snæfell et du Jökulsárgljúfur, de même que le faucon gerfaut (Falco rusticolus) pour qui le lagopède est la principale proie. L'étroite bande de végétation au sud de la calotte est un point de repos important pour de nombreuses espèces d'oiseaux, tel que le grand Labbe (Stercorarius skua) qui compte plusieurs milliers d'individus au niveau du Breiðamerkursandur. Les populations peuvent changer rapidement. Un exemple particulièrement flagrant est la bernache nonnette (Branta leucopsis) qui jusque dans les années 1970 ne nichaient pas en Islande. Mais depuis quelques années, l'île de Skúmey dans le Jökulsárlón, complètement révélée par le retrait des glaciers en l'an 2000, est devenue un site de nidification privilégié pour cette espèce, passant de 40 nids en 2009 à 967 en 2017, ce qui en fait la concentration la plus importante de cette espèce dans le monde.

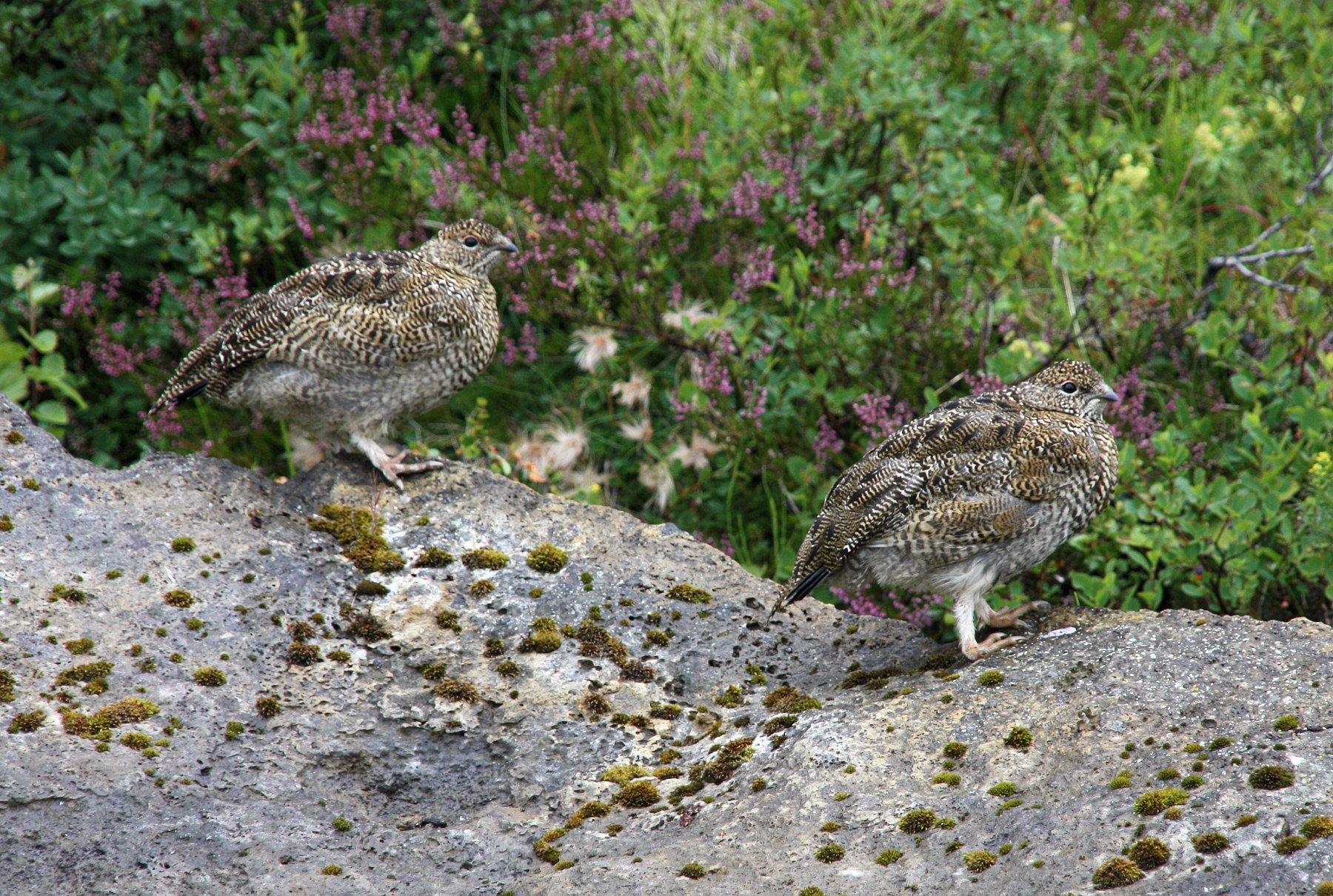
Lagopède alpin à Ásbyrgi.
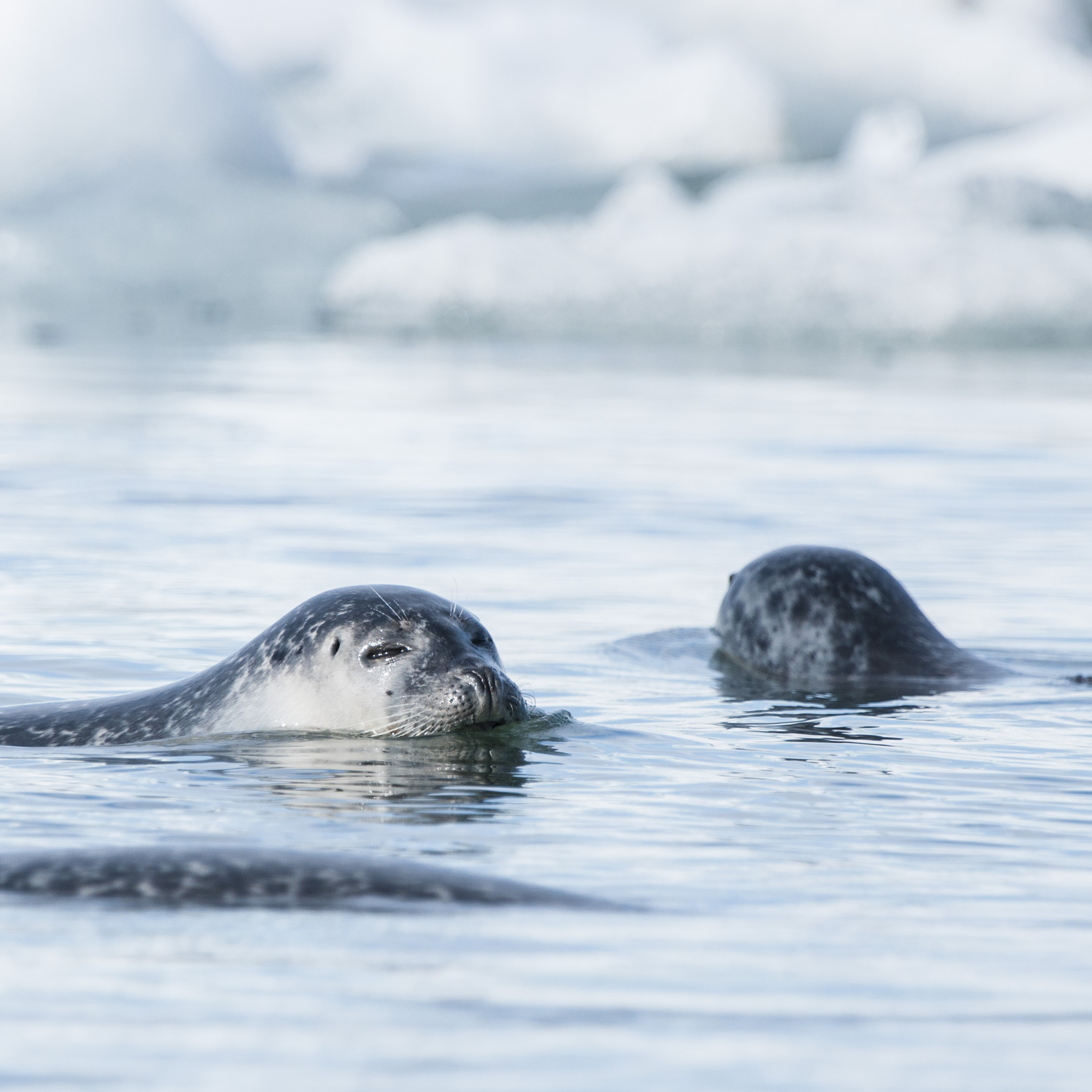
Phoques dans le Jökulsárlón.
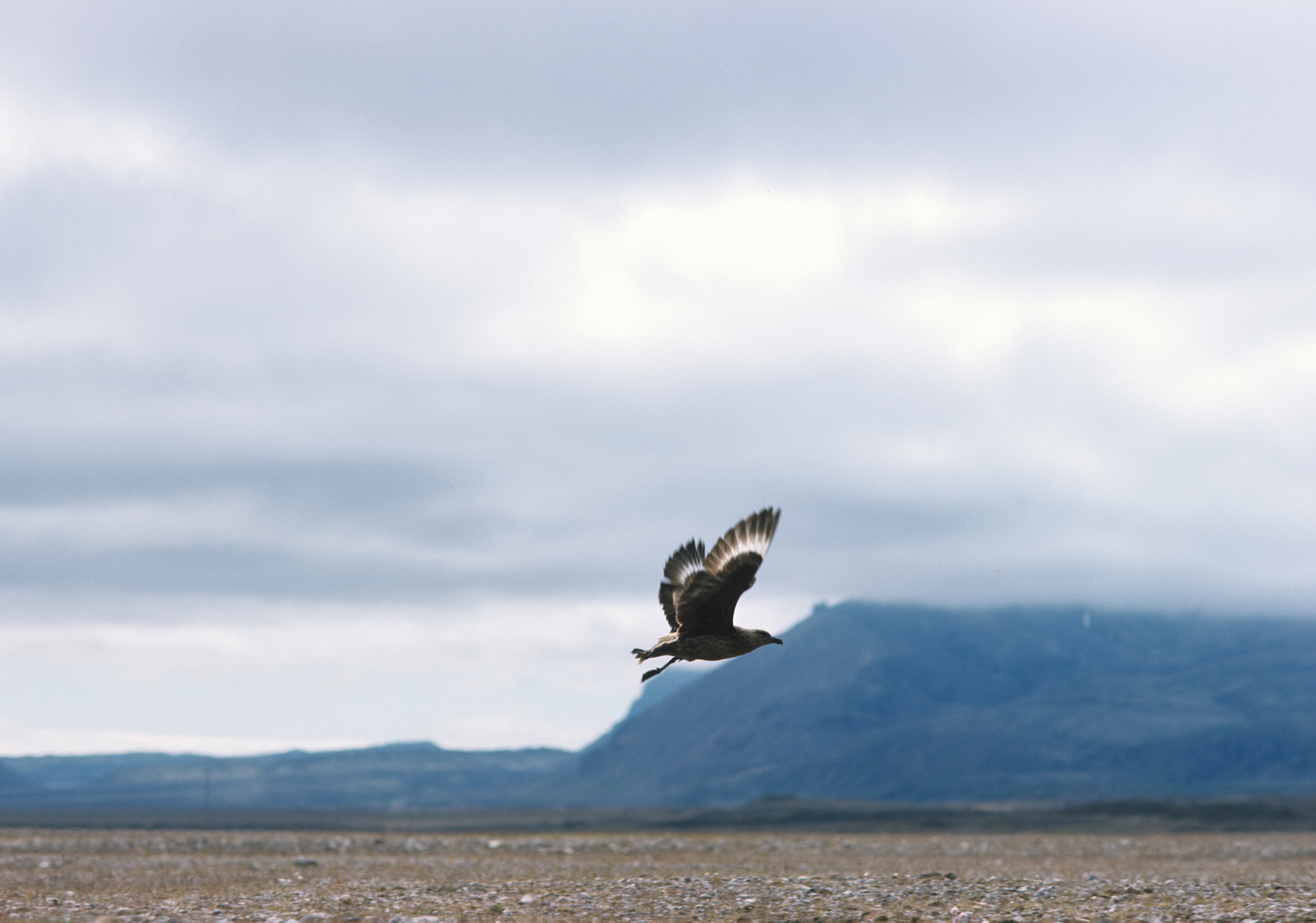
Grand Labbe sur les sandur de Skeiðarársandur.

## Histoire
Le parc national du Vatnajökull est créé le 7 juin 2008. Il regroupe les anciens parcs nationaux de Skaftafell créé le 15 septembre 1967 et de Jökulsárgljúfur créé en 1973, ainsi qu'une vaste superficie non protégée auparavant. Une fois créé, le parc couvrait une superficie de 12 000 km2, mais avec les ajouts récents de Lakagígar, Langisjór, Krepputunga et Jökulsárlón (y compris ses environs), il couvre désormais 14 141 km 2
La construction de quatre nouveaux offices de tourisme est prévue pour 2012, portant le total à six (Ásbyrgi, Mývatn, Skaftafell, Skriðuklaustur sur le Lagarfljót, Höfn et Kirkjubæjarklaustur).
Parc national du Vatnajökull – la nature dynamique du feu et de la glace est inscrit sur la liste du patrimoine mondial par l'UNESCO en 2019.